# Stipakullen Vartofta-Åsaka
Stipakullen Vartofta-Åsaka är ett naturreservat i Falköpings kommun i Västergötland.
Området avsattes som naturminne 1934 och som naturreservat 2011. Det är 0,6 hektar stort och består av ett system av grusåsar och  torrängar. 

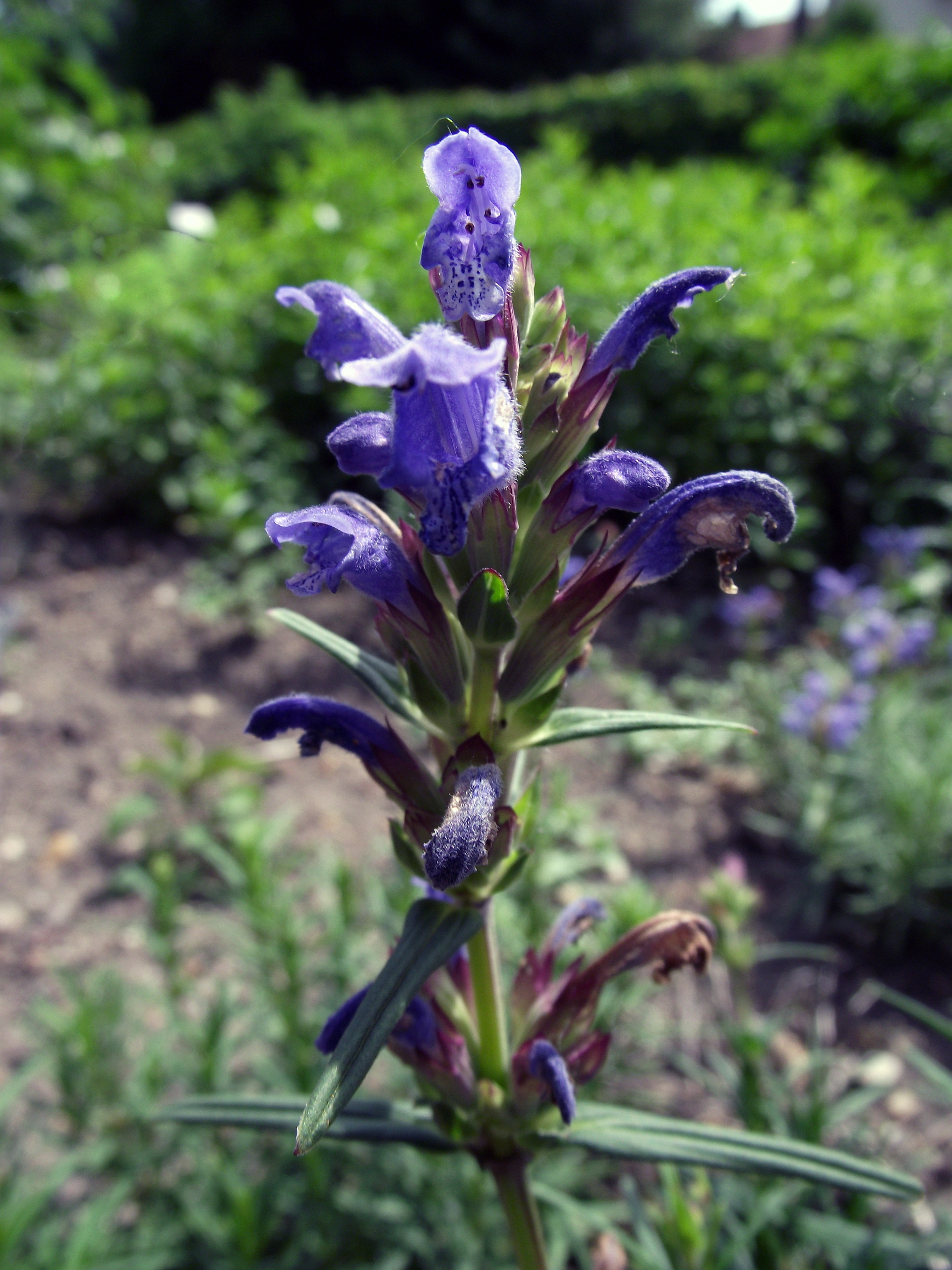
Drakblomma

Åsarna sträcker sig från Vartofta-Åsaka kyrkby i riktning mot Ätrans gamla fåra. 
På Stipakullen växer fjädergräs, drakblomma, smalbladig lungört och praktbrunört. Där syns fjärilar som luktgräsfjäril, kamgräsfjäril, och slåttergräsfjäril.   
Området ingår i EU:s ekologiska nätverk av skyddade områden, Natura 2000.